# Ardross Castle (Highland)

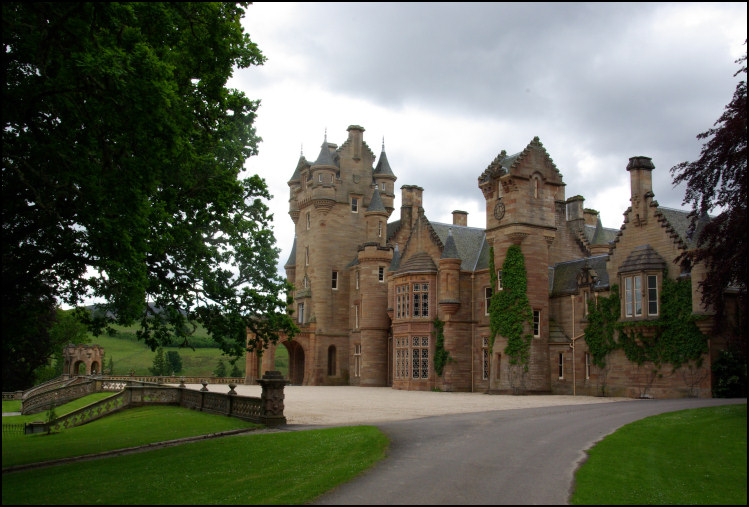
Ardross Castle

Ardross Castle ist ein Herrenhaus etwa acht Kilometer nordwestlich von Alness im Flusstal des Alness in der ländlichen Region Ardross in der schottischen Council Area Highland. Ardross Castle ist ein Denkmal der höchsten Kategorie A.

## Geschichte
George Granville Leveson-Gower, 1. Duke of Sutherland, kaufte Ende des 18. Jahrhunderts das 240 km² große Anwesen von Ardross und verkaufte es 1845 für £ 90.000 an Sir Alexander Matheson, 1. Baronet (siehe auch: Lews Castle).
Matheson machte das Land urbar und stellte das Anwesen unter die Verwaltung von William MacKenzie, von Beruf Ingenieur. Bis 1875 verfünffachte sich die Zahl der Pächter auf über 500 und etwa 4,9 km² Ackerland konnte dazugewonnen werden.
Der Architekt Alexander Ross wurde mit dem Umbau von Ardross Castle im Scottish Baronial Style beauftragt, den irische Arbeiter durchführten, die sich in der nahegelegenen Siedlung Dublin niederließen. Nach Alexander Mathesons Tod verkaufte sein Sohn und Erbe, Sir Kenneth Matheson, das Anwesen 1898 an Charles William Dyson Perrins, einen Captain der Highland Light Infantry, der an der Worcester Royal Porcelaine Company und an Lea & Perrins (Worcestershiresauce) beteiligt war.
Das Anwesen wurde aufgeteilt und 1937 verkauft. Mr. und Mrs. Austin Mardon kauften Adross Castle und dazu 32 Hektar Land. Sie lebten dort bis 1983, dann wurde das Anwesen an die Familie McTaggart verkauft, die Restaurierungsarbeiten durchführen ließen. 2003 wurde das Anwesen in das Inventory of Gardens and Designed Landscapes in Scotland aufgenommen.